# Comunidades de Villa y Tierra

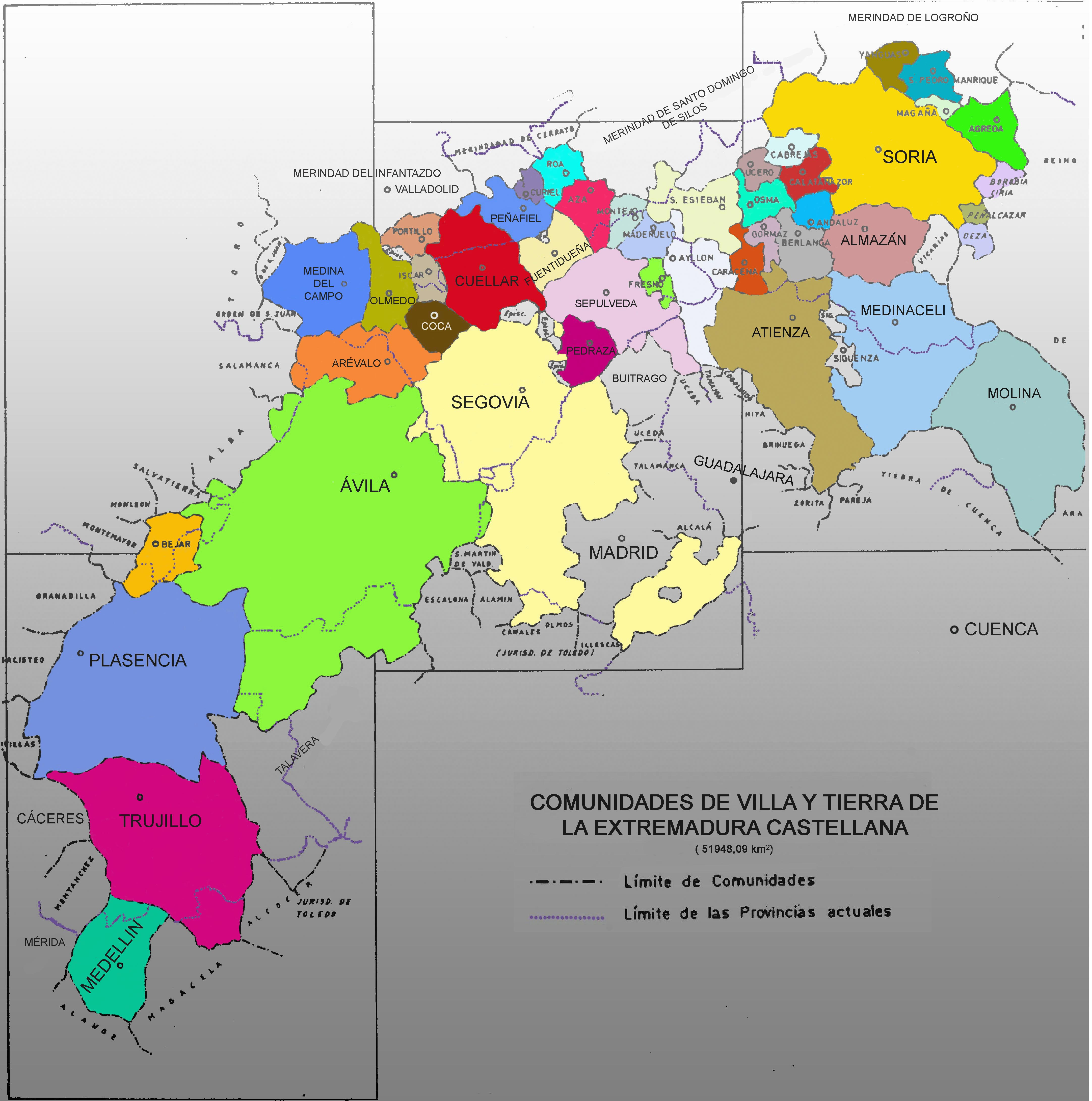
Comunidades de villa y tierra de l'Extremadura castellana

La primera repoblació de la conca del riu Duero, que es realitza entre els anys 850 i 975, partint de la base cantàbrica, del baluard defensiu creat per Alfons I d'Astúries (739-757), va a seguir una pauta organitzativa uniforme, el mateix en la zona lleonesa que en la castellana. Aplicant la tradició jurídica romana, totes les terres abandonades (i ho són totes les de la Meseta) passen a ser propietat del Rei, integrant-se en el seu patrimoni, que no distingeix entre la Corona, i el Rei com persona privada. Així, el Rei es converteix en propietari de totes les noves terres que es van a repoblar en els segles IX i x.

## El patrimoni reial, els dominis senyorials i el patrimoni monacal
Aquest caràcter de patrimoni reial, on el rei és el senyor feudal, inicial, no es va a mantenir durant molt temps, car molt aviat el Rei va a fer cessió d'algunes porcions a favor de magnats i infanzones que dirigeixen o col·laboren en les tasques de repoblació i també d'entitats eclesiàstiques, com monestirs, esglésies i catedrals. Les característiques d'aquests dominis serà d'importància relativament escassa, per dues raons principalment: 
1. D'una manera quantitativa, perquè cap d'aquests senyorius arriba a competir, ni des de lluny, amb l'extensió del patrimoni reial.
2. Pel caràcter dispers d'aquests senyorius, car no formaven un tot continu i compacte, sinó que estaven disseminats en dotzenes de pobles separats per diverses desenes de quilòmetres.

Convivint amb aquesta estructura polític-administrativa, en mans eminentment del Rei, els magnats i l'Església, existia altra propietat inferior, que requeia sobre les mateixes terres, en mans dels conreadors, homes lliures en la seva immensa majoria, que gaudien del dret de transmissió en vida, en mort, de venda, de donació, etc. L'única obligació, respecte del primer propietari, era abonar el cens i complir les obligacions establertes pel costum o per la carta de poblament, que no solia referir-se a les terres conreades sinó, a tant per foc (llar). D'aquesta forma, conviuen les següents sobiranies territorials: 
- El Rei. Reuneix tots els poders polítics, judicials i militars del regne.
- Els Comtes. Delegats reials removibles, que governen diverses comarques del regne.
  - Jutges o sayones. Des d'un castell regirien petits territoris, anomenats alfoces o suburbis.
    - Llogarets. Centres de població local, d'entre cinc a vint famílies, cadascuna amb el seu concejo. Aquests centres de població no estaven jerarquitzats, ja que l'organització no depassava els límits del concejo.

Aquest és el marc que es desemboliquen, fins al segle xi, els territoris que formessin la Merindad Major de Castella, tots els quals van ser repoblats abans de l'any 975.

## Naixement de les Comunitats
Les campanyes d'Almansor (976-1002) varen significar una interrupció, més encara, una reculada, en aquest procés repoblador. Quan després de 1010 va desaparèixer el perill musulmà, els cristians varen dirigir els seus esforços a restaurar material i demogràficament els territoris situats al nord del riu Duero, conforme a l'anterior esquema institucional (les merindads). Però ja en la segona meitat del segle xi es comença la repoblació de les terres al sud del Duero. Especialment després de l'ocupació cristiana del regne de Toledo (1085), cal repoblar amb urgència els territoris despoblats situats entre els llogarets del riu Duero i els nous territoris al sud del Sistema Central, on es va a seguir altre sistema, en comptes de comtats, alfoces i llogarets: van a néixer les Comunidades de Villa y Tierra.
En aquest nou sistema, el centre i eix de l'esquema administratiu serà la Vila. Els veïns o vilatans, organitzats en concejo, van a rebre del Rei un ampli territori de centenars i encara milers de quilòmetres, sobre el qual van a exercir els drets de propietat i organització que anteriorment corresponien al Rei, magnats i abats.
Respecte avui dia, les comunitats es podrien comparar, en les circumstàncies d'aquella època, amb allò que diem república federal o estat federal. Però això sí, incorporats a un regne.

## Concejos de la Vila
Les competències dels concejos serien: 
- Poblament. Dirigeix el naixement i instal·lació dels llogarets en el seu territori, reparteix les heretats entre els veïns i reserva d'altres terres per a aprofitament concejil i comunal.
- Normes jurídiques. La Vila establix les normes que regulen les relacions entre el mateix llogaret i altres, així com entre els veïns de les unes i les altres. Les normes venien regulades pels Furs, sancionats pel monarca.
- Autonomia. La Vila depenia únicament del Rei. Escolliren anualment, veïnalment o per parròquies (barris), a les seves pròpies autoritats, amb una durada dels càrrecs d'un any, i aquests exercien totes les competències governatives, judicials, econòmiques i encara militars.
- Exèrcit. Les Comunitats posseïen exèrcit amb la seva pròpia bandera i n'anomenava els capitans. Les milícies comuneres seguien el pendó del concejo, símbol de l'autoritat militar de la Comunitat.

Les competències de la Comunitat i la seva autonomia no estan renyides amb la presència en la mateixa d'un representant del Rei, per a vetllar pels seus interessos, especialment fiscals. Totes les Comunitats són iguals i solament es relacionen directament amb el Rei, car aquest és l'únic llaç d'unió amb la Corona. Així es poblen i organitzen les terres al sud del riu Duero, en quaranta-dues comunitats, que integrarien l'anomenada Extremadura castellana. Aquest règim de llibertats i autonomia serà considerat com una situació de privilegi per les poblacions més antigues de Castella. Mentre al nord del riu Duero, el procés de senyorització englobava en el segle xiii a la meitat dels seus llogarets, en les Comunitats de Vila i Terra, l'avanç senyorial és frenat gairebé totalment per la major capacitat de resistència d'aquestes, que només començarà a trencar-se en la segona meitat del segle, en les comunitats de menor extensió.

## Relació de Comunidades de Villa y Tierra
| Comunitat               | Extensió (km²) | Comunitat             | Extensió (km²) |
| ----------------------- | -------------- | --------------------- | -------------- |
| Agreda                  | 499,90         | Huete                 |                |
| Alarilla                |                | Illescas              |                |
| Alcalá                  |                | Íscar                 | 167            |
| Almazán                 | 936,64         | Jadraque              |                |
| Almoguera               |                | Maderuelo             | 248,51         |
| Arévalo                 | 1.118,36       | Madrid                |                |
| Atienza                 | 2.552,13       | Magaña                | 85,78          |
| Ávila                   | 8.935,12       | Medellín              | 1.266,23       |
| Ayllón                  | 823,79         | Medinaceli            | 2.640          |
| Aza                     | 345,64         | Medina del Campo      | 1170,75        |
| Béjar                   | 560,50         | Molina de Aragón      | 2.594,74       |
| Beleña                  |                | Montejo               | 189,18         |
| Berlanga de Duero       | 428,59         | Olmedo                | 537,71         |
| Brihuega                |                | Osma                  | 308,58         |
| Buitrago                |                | Pedraza               | 399,74         |
| Cabrejas                | 198,51         | Peñafíel              | 368,97         |
| Calatañazor             | 256,73         | Plasencia             | 4.909,39       |
| Caracena                | 239,35         | Portillo              | 254,45         |
| Cifuentes               |                | Roa                   | 292            |
| Coca                    | 291,21         | San Esteban de Gormaz | 734            |
| Cogolludo               |                | San Pedro Manrique    | 267,62         |
| Cuéllar                 | 1.203,81       | Segovia               | 5.568,98       |
| Cuenca                  |                | Sepúlveda             | 1334,10        |
| Curiel                  | 93,12          | Sigüenza              |                |
| Fuentepinilla o Andaluz | 184,15         | Soria                 | 2.998,21       |
| Fuentidueña             | 458,46         | Talamanca             |                |
| Fresno de Cantespino    | 114,34         | Trujillo              | 3.578,96       |
| Galve                   |                | Uceda                 |                |
| Gormaz                  | 170,11         | Ucero                 | 183,76         |
| Guadalajara             |                | Yanguas               | 257,88         |
| Hita                    |                | Zorita                |                |

## Evolució
A totes i cadascuna d'aquestes poblacions s'accepta a quants vulguin repoblar, sempre que respectessin els furs (fixar en elles el seu domicili, almenys un any), per això són eximits de tributs feudals, com la mañería i el nuncio; de peatges, portatges i montatges. Cada concejo té les seves milícies, amb les quals els regnes van mantenir les seves fronteres durant els atacs d'almoràvits i almohades, aquestes guerres i escaramusses (cavalcades), són una font important d'ingressos per a aquestes milícies i es troba estimulada en els furs, pel reconeixement d'una superior categoria social a aquests cavallers vilatans, concejiles o populars que alternen la guerra amb el pasturatge.
La superioritat militar d'aquests pastors-guerrers sobre els camperols sedentaris, va provocar una diferenciació social, a l'encomanar-los no solament la defensa permanent del territori, assignat a la vila, sinó la protecció del bestiar comunal. Ser cavaller, disposar d'un cavall, és una obligació per a tots els quals disposen de mitjans econòmics suficients i és, al mateix temps un honor que duu amb si l'exempció de determinats impostos. Riquesa i eficàcia militar converteixen als cavallers vilatans en els personatges més influents dels concejos, que amb el temps, es reservessin en exclusiva el govern de la vila.
| «                           | "La liquidació definitiva de les comunitats castellanes i aragoneses i el saqueig final dels seus encara quantiosos béns va ser duta a terme, paradoxalment, pels governs liberals del segle passat" | » |
| — Anselmo Carretero, pg.202 | |   |